# Newsまるごと山梨
『Newsまるごと山梨』（ニュースまるごとやまなし）は、NHK甲府放送局（総合テレビ）で毎週月曜日 - 金曜日に放送されていた山梨県域の夕方枠ローカルニュース番組である。前番組『ニュースフレッシュ山梨』に替わって2006年4月3日に放送を開始した。オープニングの音楽は一時期ネットワークニュース北海道の初期の音楽を使用していた。なお、ワンセグでは当分の間放送されておらず、『首都圏ネットワーク』に差し替えられていた。後継番組『Newsかいドキ』の放送開始をもって2017年3月31日放送終了。

## 放送時間
- 月曜 - 金曜 18:10 - 18:59 （JST） - 祝日には放送を休止し、18:45 - 18:59に『ニュース山梨645』を放送。

## 出演者
- 2006年度 - 2007年度　鈴木貴彦、横田真理子[1]
- 2008年度 - 2010年度　鹿島綾乃
- 2011年4月 - 2011年12月 古野晶子、小林巳記
- 2012年1月 - 3月 泉浩司、小林巳記
- 2012年度 - 2014年度 泉浩司、小倉実華（不在時には丹野なな子）
- 2015年度 - 2016年6月29日 斉藤孝信、早川美奈
- 2016年6月30日 - 2017年3月31日 岩野吉樹、濱本梨沙

### 代理キャスター
泉・小倉双方が不在時
- 2012年度 宮本愛子、小野卓哉
- 2013年度 和田哲、丹野なな子
- 2013年8月12日 - 16日 宮本愛子、早川美奈
- 2014年8月11日 - 15日 宮本愛子、廣瀬雄大

斉藤の不在時
- 2015年8月3日 - 14日 廣瀬雄大、早川美奈

早川の不在時
- 2015年8月17日 - 28日 斉藤孝信、古野晶子

## 主な番組内容
- 県内ニュース
- マンデーVF
- 国文祭ちゃんねる
- がんばる甲州人
- 甲斐眺望
- 山梨EYE
- まるごと中継
- 富士山構成資産
- まるごとスポーツ
- くらしセンスアップ
- 市場だより
- ボランティアボード
- ニュースまるごと1週間
- ニュースまるごと1ヶ月
- やまなし応援団!
- 週末おすすめガイド
- 健康ライフ
- 山梨気象歳時記
- きてみてイベントPR
- 味自慢
- NHKギャラリー
- 甲斐の散歩道